# 44 (tal)
44 (fyrtiofyra) är det naturliga talet som följer 43 och som följs av 45. 

## Inom matematiken
- 44 är ett jämnt tal.
- 44 är ett tribonaccital.
- 44 är ett oktaedertal.
- 44 är det fjortonde palindromtalet.
- 44 är ett extraordinärt tal.
- 44 är ett aritmetiskt tal.

## Inom vetenskapen
- Rutenium, atomnummer 44
- 44 Nysa, en asteroid
- Messier 44, öppen stjärnhop i Kräftan, Messiers katalog